# Barry Greenstein
Barry Greenstein (Chicago, 30 dicembre 1954) è un giocatore di poker statunitense.
Dal 2011 fa parte del Poker Hall of Fame.
Soprannominato "Il Robin Hood del Poker" per la sua abitudine di donare i profitti delle proprie vittorie in beneficenza, ha vinto in carriera 3 braccialetti WSOP. Vanta inoltre 53 piazzamenti a premi WSOP.
Ha vinto 2 tappe del World Poker Tour, evento in cui vanta anche 20 piazzamenti a premi e 5 tavoli finali complessivi.
Dopo essersi laureato in informatica alla Università dell'Illinois, Barry Greenstein frequentò un dottorato in matematica ed iniziò a dedicarsi al poker nel tempo libero. Si trovò ben presto davanti ad una non facile scelta, tra la carriera nel settore informatico, come sviluppatore di software, e quella come giocatore di poker.
Diventò professionista nel 1991, dopo aver lavorato nei sette anni precedenti presso la Symantec. Ben presto iniziò a collezionare una lunga lista di risultati positivi in importanti eventi, in particolare alle World Series of Poker e al World Poker Tour.
È inoltre autore di un testo di strategia pokeristica dal titolo "Ace on the River". Greenstein dona in beneficenza la maggior parte dei proventi ottenuti nei tornei di poker sportivo.

## Braccialetti delle WSOP
| Edizione | Torneo                       | Premio (US$) |
| -------- | ---------------------------- | ------------ |
| 2004     | No Limit Deuce to Seven Draw | $296.200     |
| 2005     | $1.500 Pot Limit Omaha       | $128.505     |
| 2008     | $1.500 Razz                  | $157.619     |